# La carica dei Kyber
La carica dei Kyber (King of the Khyber Rifles) è un film del 1953 diretto da Henry King.

## Trama
Appena arrivato, fresco di addestramento, da Sandhurst, il capitano Alan King sopravvive ad un attacco alla sua scorta verso la guarnigione della Provincia della frontiera del Nord-Ovest presso il Passo Khyber, grazie ad Ahmed, nativo della popolazione Afridi e  disertore dalle forze del fanatico musulmano ribelle Karram Khan.
King era nato da quelle parti e conosce la lingua pashtu. Appena un suo collega ufficiale apprende che la madre di King era di origine musulmana (e che era stata disconosciuta dalla sua stessa famiglia), egli diviene preda di ostinati pregiudizi discriminatori.
Il tenente Geoffrey Heath esce dai loro accampamenti. Il brigadiere generale J. R. Maitland, la cui politica è di totale parità fra i bianchi, presenta a King Karram Khan come un ragazzo e lo incarica di addestrare e comandare la cavalleria delle truppe locali lealiste. La figlia del generale, Susan Maitland, s'innamora di King, ma il generale decide di rispedirla in Gran Bretagna, dopo un tentativo di rapimento sventato da King. Quest'ultimo si offre volontario per incastrare Karram Khan, l'unica persona che può raggruppare insieme le normalmente divise tribù locali in una rivolta anti-inglese, fingendo di essere un disertore.

## Produzione
Rappresenta uno dei primi film prodotti in CinemaScope. È il rifacimento de La guardia nera del 1929.